# Verrucosa galianoae
Verrucosa galianoae Lise, Kesster & Silva, 2015 è un ragno appartenente alla famiglia Araneidae.

## Etimologia
Il nome della specie è in onore dell'aracnologa argentina María Elena Galiano (....-30 ottobre 2000) che raccolse questi esemplari nel giugno 1966.

## Caratteristiche
L'olotipo femminile rinvenuto ha lunghezza totale è di 8,30 mm; la lunghezza del cefalotorace è di 3,25 mm; e la larghezza è di 3,00 mm.

## Distribuzione
La specie è stata reperita nel Brasile settentrionale: l'olotipo femminile è stato rinvenuto nel comune di Serra do Navio, appartenente allo Stato dell'Amapá.

## Tassonomia
Al 2015 non sono note sottospecie e non sono stati esaminati nuovi esemplari.